# الطب النبوي للذهبي (كتاب)
الطِّبُ النَّبَوِي، كتاب من تأليف شمس الدين الذهبي يتضمن العلاجات التي تداوى بها النبي محمد ، ووصفها لغيره.
وجاء فيه تقسيم الأمراض، ومراتب الغذاء، أنواع علاج النبي للمرض، العلاج بالأدوية الطبية، وصايا النبي عن الطاعون وعلاجه، وداء الاستسقاء وعلاجه، وعلاج الجرح، وعلاج عرق النسا، وتوصيات النبي في علاج الصداع والشقيقة وأسباب الصداع وفوائد الحناء.
كما ويضمن الكتاب ما يعرف بالعلاج بالرقية الشرعية.
يضمن الكتاب أيضاً علاجات للامراض النفسية مثل الاكتئاب والضيق والاحباط.وقد سبق الذهبي في ذلك ابن القيم، في كتابه الطب النبوي.